# Condylocarpon
Condylocarpon é um género botânico pertencente à família Apocynaceae.

## Espécies
- Condylocarpon amazonicum
- Condylocarpon brasiliense
- Condylocarpon breviarticulatum
- Condylocarpon ciliatum
- Condylocarpon gracile
- Condylocarpon guyanense
- Condylocarpon hirtellum
- Condylocarpon intermedium
- Condylocarpon isthmicum
- Condylocarpon laxum
- Condylocarpon longii
- Condylocarpon myrtifolium
- Condylocarpon obtusiusculum
- Condylocarpon occidentale
- Condylocarpon pubiflorum
- Condylocarpon rauwolfiae
- Condylocarpon reticulatum